# 魏道儒
魏道儒（1955年10月15日—），河北景县人，中华人民共和国佛教研究专家，中国社会科学院世界宗教研究所研究员、学部委员。